# The Sims 3: Ambitions
The Sims 3: Ambitions je drugi dodatak na računalnu igru simulacije stvarnoga života The Sims 3. Dodatak je pušten u prodaju u lipnju 2010. godine. The Sims 3: Ambitions temelji se na novim karijerama i putovima karijera. Uvedeno je i mnoštvo stvari kao što su perilica za rublje, novi hladnjaci, prozori, nov namještaj. The Sims 3: Ambitions igračima pruža poboljšano kotroliranje Simsa i razne nove opcije u kontroli, vođenju života i karijere Simsa. Po ovim značajkama koje nisu postojale u osnovnom The Sims 3, The Sims 3: Ambitions igračima i ljubiteljima računalnih igrica The Sims pruža sasvim nove mogućnosti i sasvim novo iskustvo.

## Igra
The Sims 3: Ambitions je dodatak baziran na karijerama i na putovima tih karijera. Predstavljene su nove karijere kao što su vatrogasna karijera, istražiteljska karijera ili stilistička karijera. Za uspjeh i napredovanje u svakoj prethodno navedenoj karijeri igrač se treba brinuti o raznim stvarima. Vatrogasac mora održavati vatrogasno vozilo i alarm, spašavati ljude iz gorećih kuća i zgrada, poboljšavati odnose s kolegama vatrogascima, poboljšavati sportsku vještinu i spretnost. Privatni istražitelj treba rješavati slučaje, špijunitrati sumljivce, provaljivati u kuće i kopati po pošti i smeću zbog dokaza. Stilisti su zaposleni od strane susjeda da daju modne savjete i pružaju promjene stila i šminkanje. Uspjeh ili neuspjeh zadatka ili dužnosti ovisi o igraču.
Igrač sada ima opciju da u samozaposlenju napreduje svojim vještinama, npr. slikar napreduje većom vještinom crtanja. Simsi tako proizvode razne stvari poput slika, kipova, knjiga koje prodaju i tako zaradom povisuju svoj uspjeh i profitiraju od svog rada.

## Karijere
| Karijera          | Opis | Plaća - 1. razina | Plaća - 10. razina |
| ----------------- | --- | ----------------- | ------------------ |
| Vatrogasac        | Atletski duh ("Athleticism") i spretnost ("Handiness") korisni su u ovoj karijeri. Neke zadaće su nadograđivanje i održavanje alarmnog sustava postaje te vatrogasnog vozila kao i upoznavanje s drugim kolegama. | 276 tjedno        | 2480 tjedno        |
| Istraživač        | Jedinstvena karijera. Istraživači rade bez radnog vremena ili radnog mjesta. Umjesto toga, slučajeve mogu skupljati odlazeći u policijsku postaju, istražujući slučajeve na računalu ili čekajući da ih klijenti nazovu. | 275 tjedno        | 2475 tjedno        |
| Istjerivač duhova | Simsi rabe različite strojeve da bi zarobili ili otjerali duhove, slično kao u filmovima "Istjerivači duhova" i igri za Nintendo GameCube, "Luigi's Mansion"-u. Simsi mogu zadržati duhove koje ulove ili ih prodati za dodatnu zaradu. Na zadnjoj razini u karijeri, 10. razini, dobiju vrlo korisni predmet koji im omogućuje da vide sve duhove na mapi. Napredovanje u vještini logike ("Logic Skill") pomaže s dobivanjem profesionalnog iskustva. | 280 tjedno        | 2480 tjedno        |
| Stilist           | Stilisti rade u salonu i ondje mogu primati klijente. Mogu pristupiti nekoj odjeći i frizurama do kojih drugi Simsi ne mogu jednostavno doći. Karijera stilista kombinira kreiranje Simsa (Create-a-Sim mode) s igrom. Vještinja slikanja ("Painting Skill") pomoći će Simsima naprjedovati u karijeri stilista. | 182 tjedno        | 2306 tjedno        |
| Arhitektura       | Arhitektura je kreativna karijera u kojoj pojedinac može uvelike utjecati na svoj grad. Simsi iz grada će pozvati vašeg arhitekta da mu radi razne stvari, kao npr. preuređivanje kuhinje ili cijelog doma. | 272 tjedno        | 2480 tjedno        |